# آمریکن ایگل (کشتی)
آمریکن ایگل (کشتی) (به انگلیسی: American Eagle (ship)) یک کشتی است که طول آن ۱۴۲٫۶ فوت (۴۳٫۵ متر) می‌باشد. این کشتی در سال ۲۰۰۰ ساخته شد.